# Danny Fischbach
Danny Fischbach (* 24. Januar 1989 in Gelsenkirchen) ist ein ehemaliger deutscher Eishockeyspieler.

## Karriere
Der Flügelstürmer, der seine Karriere bei den Schalker Haien und den Ratinger Ice Aliens begann, wechselte bereits im Knabenalter zum Krefelder EV. Hier traf er auf André Huebscher und Philip Riefers. Er erzielte 26 Tore und 20 Beihilfen in nur 15 Einsätzen und trug damit dazu bei, dass der KEV im Frühjahr 2002 die deutsche Knabenmeisterschaft errang. 
Später wechselte er in das DNL-Team und konnte sich, nachdem er bereits von der U13 bis zur U15 in der NRW Auswahl gespielt hatte, für die U16-Nationalmannschaft qualifizieren. Infolgedessen gab die sportliche Leitung dem jungen Torjäger eine Chance im Kader der Krefeld Pinguine, für die er insgesamt 23 Partien in der Deutschen Eishockey Liga absolvierte. Sein Vertrag, welcher bis zum Jahr 2007 lief, wurde nicht verlängert. Er wechselte daraufhin zu den DEG Metro Stars, die ihn jedoch ausschließlich in deren zweiter Mannschaft in der Regionalliga NRW einsetzten. Während der Spielzeit 2007/08 schloss er sich dem damaligen Ligarivalen Herner EV an, mit dem er nach einem Playoff-Finalsieg gegen den EHC Dortmund, in die Oberliga aufstieg.
Am 29. Dezember 2008 wechselte Danny Fischbach in die Regionalliga NRW zum EHC Dortmund. Nachdem er mit dem Verein erneut die Regionalligameisterschaft gewonnen hatte, bat er im Sommer 2009 aus familiären Gründen um die Auflösung seines Vertrages. Kurze Zeit später gaben die Verantwortlichen des Regionalligisten Ratinger Ice Aliens die Verpflichtung des Gelsenkircheners bekannt. Nach einer Saison bei den Ice Aliens wechselte er zurück zum Herner EV, für den er in der Oberliga aufs Eis ging. Im Sommer 2011 wechselte er zu den Moskitos Essen. 2012 beendete er seine Karriere.

## Karrierestatistik
(Legende zur Spielerstatistik: Sp oder GP = absolvierte Spiele; T oder G = erzielte Tore; V oder A = erzielte Assists; Pkt oder Pts = erzielte Scorerpunkte; SM oder PIM = erhaltene Strafminuten; +/− = Plus/Minus-Bilanz; PP = erzielte Überzahltore; SH = erzielte Unterzahltore; GW = erzielte Siegtore; 1 Play-downs/Relegation; Kursiv: Statistik nicht vollständig)